# Telahun Haile Bekele
Telahun Haile Bekele (13 maggio 1999) è un mezzofondista etiope.

## Palmarès
| Anno | Manifestazione    | Sede    | Evento       | Risultato | Prestazione | Note |
| ---- | ----------------- | ------- | ------------ | --------- | ----------- | ---- |
| 2018 | Mondiali juniores | Tampere | 5000 m piani | 5º        | 13'23"24    |      |
| 2019 | Mondiali          | Doha    | 5000 m piani | 4º        | 13'02"29    |      |
| 2022 | Mondiali          | Eugene  | 5000 m piani | Batteria  | 13'24"77    |      |

## Campionati nazionali
2017
- Argento ai campionati etiopi, 5000 m piani - 13'44"9

2018
- Oro ai campionati etiopi under-20, 5000 m piani - 13'55"13

2019
- Oro ai campionati etiopi, 5000 m piani - 13'36"3

2022
- Argento ai campionati etiopi, 5000 m piani - 13'45"2

## Altre competizioni internazionali[1]
2017
- Argento al Giro al Sas ( Trento) - 28'55"

2018
- 7º all'Athletissima ( Losanna), 5000 m piani - 13'07"02
- Bronzo al Golden Spike Ostrava ( Praga), 3000 m piani - 7'38"55

2019
- Oro al Golden Gala Pietro Mennea ( Roma), 5000 m piani - 12'52"98
- 4º al Weltklasse Zürich ( Zurigo), 5000 m piani - 12'59"09
- Bronzo all'Athletissima ( Losanna), 5000 m piani - 13'03"09
- 5º allo Shanghai Golden Grand Prix ( Shanghai), 5000 m piani - 13'05"94
- Oro agli FBK Games ( Hengelo), 5000 m piani - 12'57"56
- Argento alla BOclassic ( Bolzano) - 28'28"
- Oro al Giro al Sas ( Trento) - 28'09"
- Argento al Giro Media Blenio ( Dongio) - 27'59"

2020
- 7º alla BOclassic ( Bolzano) - 13'26"

2021
- 10º al Golden Gala ( Firenze), 5000 m piani - 13'18"29

2022
- 6º al Golden Gala ( Roma), 5000 m piani - 12'57"18
- 4º al Weltklasse Zürich ( Zurigo), 5 km - 13'03"
- 7º all'Herculis ( Monaco), 3000 m piani - 7'38"24
- 4º alla World 10K Bangalore ( Bangalore) - 28'02"

2023
- Bronzo all'Herculis ( Monaco), 5000 m piani - 12'42"70
- Bronzo ai Bislett Games ( Oslo), 5000 m piani - 12'46"21
- 4º all'Athletissima ( Losanna), 5000 m piani - 12'49"81
- 5º al Golden Gala ( Firenze), 5000 m piani - 12'54"31
- 10º al Doha Diamond League ( Doha), 3000 m piani - 7'40"29

2024
- 14º ai Bislett Games ( Oslo), 5000 m piani - 13'08"80
- Oro agli FBK Games ( Hengelo), 5000 m piani - 13'01"12
- 4º ai London Anniversary Games ( Londra), 3000 m piani - 7'30"80
- 13º al Bauhaus-Galan ( Stoccolma), 3000 m piani - 7'50"13
- Bronzo al Memorial Van Damme ( Bruxelles), 5000 m piani - 12'45"63
- Oro alla BOclassic ( Bolzano) - 27'59"

2025
- 8º all'Herculis ( Monaco), 5000 m piani - 12'59"59
- 7º alla 10K Valencia Ibercaja ( Valencia) - 27'13"
- Oro al Campaccio ( San Giorgio su Legnano) - 31'32"